# Roman Kapitonenko
Roman Anatolijowycz Kapitonenko (ukr. Роман Анатолійович Капітоненко, ros. Роман Анатольевич Капитоненко, Roman Anatoljewicz Kapitonienko; ur. 21 stycznia 1981 w Teodozji) – ukraiński bokser. Wielokrotny mistrz Ukrainy oraz medalista amatorskich mistrzostw świata i Europy w wadze superciężkiej.
Największy sukces w karierze osiągnął w 2009 roku na mistrzostwach świata w Mediolanie, gdzie zdobył srebrny medal, ustępując jedynie w finale obrońcy tytułu Roberto Cammarelle (5:10).
W 2001 roku 20-letni Kapitonenko stoczył swoją jedyną zawodową walkę, gdy zmierzył się w Kijowie z późniejszym mistrzem Europy EBU Wołodymyrem Wirczisem. Został przez niego znokautowany w 1. rundzie.